# Smyrnium creticum
Smyrnium creticum är en växtart i släktet vinglokor (Smyrnium) och familjen flockblommiga växter. Den beskrevs av Philip Miller 1768.
Arten är en tvåårig ört som förekommer i Grekland och västra Turkiet.